# Nephrotoma eugeniae
Nephrotoma eugeniae är en tvåvingeart som först beskrevs av Evgenyi Nikolayevich Savchenko 1957.  Nephrotoma eugeniae ingår i släktet Nephrotoma och familjen storharkrankar. Inga underarter finns listade i Catalogue of Life.